# Vesna Godina
Vesna Godina Vuk (tudi Vesna V. Godina), slovenska antropologinja, univerzitetna profesorica in publicistka, * 1957, Maribor
Je doktorica socioloških znanosti in predavateljica socialne in kulturne antropologije na Filozofski fakulteti v Mariboru in Fakulteti za družbene vede v Ljubljani, kjer je vodila Center za antropološke raziskave.
Leta 2003 je kot Fulbrightova štipendistka raziskovala in poučevala na Havajski pacifiški univerzi v Združenih državah Amerike. Je tudi članica Mednarodne zveze za antropološko in etnološko znanost (IUAES), v okviru katere je leta 1995 ustanovila komisijo za teoretsko antropologijo (COTA), ki ji je veliko let tudi predsedovala in je soustanoviteljica komisije za etične odnose (COER).
Piše kolumne. Znana je po svoji neusmiljeni in včasih zelo kontroverzni kritiki Slovencev. V Sloveniji velja zaradi svoje strokovnosti in pronicljivosti za eno najbolj branih slovenskih družbenih kritičark, Delove priloge Ona, sobotne priloge Večera, revije Viva in drugih medijev.

## Mladost
Njena mama je bila bolničarka in oče direktor. Z očetovo avtoriteto je imela nekaj težav in je celo zbežala od doma. V šoli je bila zelo uspešna. Kljub temu da staršema ni bila precej všeč njena izbira študija, je doštudirala samoupravljanje in kasneje doktorirala iz (socialne) antropologije.

## Bolezen
Preživela je raka. Svoje izkušnje večkrat deli z ljudmi.

## Družina
Ima hčer Mašo, ki se je rodila s cerebralno paralizo. Bolezen je spremenila njen pogled na svet. Večkrat govori tudi o materinstvu.

## Kritike in kontroverze
Pisec kolumne v Dnevnikovem Objektivu jo je leta 2010 označil za skrajnost »... s svojim žolčnim zmerjanjem Slovencev s Slovenčki in vsevednim, pavšalnim diagnosticiranjem družbenih problemov ...«. 

### Spor okoli obtožbe o mobingu
Godinova je bila v 5 letih do leta 2019 14-krat prijavljena zaradi mobinga, za 2 primera je komisija izdala stališče, da je zaznala nepravilnosti.
Leta 2019 je rektor Univerze v Mariboru Zdravko Kačič odločil, da je Vuk Godinova prestopila meje z izvajanjem trpinčenja, ko je na delovnem mestu »zaradi domnevne administrativne napake« problematizirala nosilstvo Andreja Kirbiša enega od socioloških predmetov z izrazi »obsesivni nevrotik« in »prestrašen nevrotik, psihotik«. Godina je prijavo mobinga označila za laž in način odvzema možnosti pridobitve redne profesure. V bran jo je vzel sodelavec, profesor Rudi Klanjšek, ki je dogodek označil za lov na čarovnico. Marko Crnkovič je v kolumni "Mobing je v usnje oblečena Vesna V. Godina z bičem. Koga je kao trpinčila?" na fokuspokus.si kritiziral Kirbiševo prikrivanje svoje identitete in uporabo izraza »trpinčenje« za opis mobinga. Kirbiš ga je prijavil na Novinarsko častno razsodišče, ki je razsodilo, da je Crnkovič kriv osebnega žaljivega predstavljanja ene od prizadetih oseb v postopku. Ni ugotovilo kršitve glede ostalih točk kodeksa. Crnkovič se je odzval z novo kolumno.